# 灰裸頂鯛
灰裸頂鯛（学名：Gymnocranius griseus），又稱白鱲，俗名龍尖，为龍占魚科裸頂鯛屬下的一个种。

## 分布
本魚分布於印度太平洋區，包括東非、馬達加斯加、模里西斯、留尼旺、塞席爾群島、紅海、馬爾地夫、斯里蘭卡、印度、阿拉伯海、孟加拉灣、安達曼海、日本、韓國、台灣、中國、泰國、越南、馬來西亞、印尼、澳洲、菲律賓、密克羅尼西亞、馬紹爾群島、馬里亞納群島等海域。该物种的模式产地在日本西南沿海。

## 深度
水深20至80公尺。

## 特徵
本魚體上半身呈粉紅色，下半部黃色。幼魚體側有一大黑斑，位於背鰭軟條部正下方，約35公分以上時漸變成細小的白點，約50公分時則全部消失。側線鱗片數48至53枚。背鰭硬棘5枚、軟條12至13枚；臀鰭硬棘3枚、軟條8枚。體長可達65公分。

## 生態
本魚棲息在岩礁附近的沙質海域，屬肉食性，以甲殼類、頭足類和小魚為食。

## 經濟利用
美味的食用魚，適合各種烹飪方法。